# Cajanus pubescens
Cajanus pubescens là một loài thực vật có hoa trong họ Đậu. Loài này được (Ewart & Morrison) Maesen miêu tả khoa học đầu tiên.